# Лопушанский, Николай Яковлевич
Никола́й Яковлевич Лопушанский (6 [18] декабря 1852 — 15 октября 1917) — русский военачальник, генерал от инфантерии.

## Биография
Окончил Киевскую военную гимназию и Александровское военное училище. Участник русско-турецкой войны 1877-1878. Окончил Николаевскую академию Генерального Штаба.
- Начальник штаба 7-й кавалерийской дивизии (1895 г.).
- Начальник штаба 14-й кавалерийской дивизии (1895—1897 гг.).
- Начальник штаба 3-й гвардейской пехотной дивизии (1897—1900 гг.).
- Командир 129-го Бессарабского пехотного полка (1900—1902 гг.).
- Начальник 10-й пехотной дивизии (1908—1915 гг.).

Генерал от инфантерии (1915) с увольнением по болезни от службы с мундиром и пенсией. Возвращён на службу тем же чином (старшинство 09.10.1920). В начале августа 1915 участвовал в обороне крепости Ковно. После бегства коменданта крепости генерала Григорьева принял на себя командование остатками гарнизона (104-я, 124-я и Пограничная пехотные дивизии). Отчислен от должности с назначением в резерв чинов при штабе Киевского ВО (с 29.06.1917). На традиционной ежегодной панихиде 8 декабря 1917 по лицам Генерального штаба, умершим за истёкший с момента предыдущей панихиды год, упомянут в числе умерших, обстоятельства кончины неизвестны.
Умер 15 октября 1917 года. Был похоронен 17 октября 1917 года на Аскольдовой Могиле в Киеве. Могила не сохранилась.

## Награды
- Орден Святого Станислава 3-й степени с мечами и бантом (1878 год);
- Орден Святой Анны 3-й степени (1882);
- орден Святого Станислава 2-й степени (1889);
- орден Святой Анны 2-й стстепени (1895);
- Орден Святого Владимира 3-й степени (1901);
- орден Святого Станислава 1-й степени (1904);
- орден Святой Анны 1-й степени (1911);
- Св. Владимира 2-й степени с мечами (1915); 
  - мечи к ордену Святой Анны 1-й степени (1916).